# 1793 en Italie
Chronologie de l'Italie
- 1789
- 1790
- 1791
- 1792
- 1793
- 1794
- 1795
- 1796
- 1797

## Événements
- 15 février : début de l'expédition de Sardaigne[1], opération militaire menée par les armées de la jeune République française contre le royaume de Sardaigne, sous le commandement du contre-amiral Laurent Truguet, commandant en chef de la flotte de Méditerranée et du général Raphaël de Casabianca. L'opération se solde par un échec, avec la retraite des troupes françaises, qui s'enfuient en abandonnant leur matériel et en particulier les trois pièces d'artillerie du lieutenant-colonel Bonaparte. Les Français rembarquent le 26 février et mettent le cap sur la Corse où ils arrivent le lendemain.

- 21 mai : le roi de Sardaigne Victor-Amédée III approuve le règlement établissant la médaille d'or ou d'argent (médaille de la valeur militaire) à attribuer aux sous-officiers et soldats de l'armée du royaume de Sardaigne qui ont mené des actions de valeur en temps de guerre[2].
- 5 octobre : raid sur Gênes, bataille navale entre la Royal Navy et la marine révolutionnaire française qui s'est déroulée dans le port de Gênes[3].
- Octobre : lors de fouilles près de l'église Santi Gioacchino e Anna ai Monti, les ouvriers découvrent le « trésor de l'Esquilin », 27 pièces d'argent romaines de l'antiquité tardive[4].

## Naissances en 1793
- 6 février : Pietro Rovelli, violoniste et compositeur de la période classique. († 8 septembre 1838)
- 24 février : Matteo Arminjon, magistrat, avocat au Sénat de Savoie et homme politique du duché de Savoie. († 3 juillet 1859)
- 16 mai : Benedetta Rosmunda Pisaroni, chanteuse lyrique (soprano et contralto), créatrice de nombreux rôles dans ces deux tessitures, notamment dans les opéras de Gioachino Rossini et de Giacomo Meyerbeer. († 6 août 1872)
- 12 juillet : Agostino Codazzi, militaire, explorateur et géographe ayant participé aux guerres napoléoniennes et à la libération de l'Amérique du Sud. († 7 février 1859)
- 29 septembre : Michele Ridolfi, peintre fresquiste de l'école lucquoise. († 1er novembre 1854)
- 27 octobre : Liborio Romano, homme politique, ministre de l'Intérieur du royaume des Deux-Siciles, puis député du royaume d'Italie de 1861 à sa mort en 1867. († 17 juillet 1867)
- 24 novembre : Luigi Taparelli d'Azeglio, prêtre jésuite, écrivain, philosophe, cofondateur de la revue La Civiltà Cattolica, dont la pensée sociale inspira l'encyclique Rerum Novarum de Léon XIII. († 21 septembre 1862)
- 11 décembre : Pietro Antonio Coppola, compositeur, connu  pour ses opéras, notamment La Pazza per amore, créé en 1835. († 13 décembre 1877).
- 26 décembre : Geltrude Righetti-Giorgi, chanteuse d'opéra (contralto), dont la brève carrière est liée à Gioachino Rossini, pour lequel elle créa plusieurs opéras. († 24 avril 1862)

## Décès en 1793
- 30 avril : Lorenzo Fago, 88 ans, compositeur, organiste et pédagogue, connu pour ses opéras sacrés et ses œuvres de musique de chambre. (° 13 août 1704).
- 7 mai : Pietro Nardini, 71 ans,violoniste, chef d'orchestre et compositeur, auteur d'œuvres de style « classique », dont entre autres six quatuors à cordes et seize concertos pour violon. (° 12 avril 1722).
- 26 juillet : Alessandro Besozzi, 91 ans, hautboïste et compositeur, auteur d'une centaine d'œuvres de musique de chambre. (° 22 juillet 1702)